# Queñahuayco
Queñahuayco (auch: Queña Huaico) ist eine Ortschaft im Departamento Tarija im südamerikanischen Anden-Staat Bolivien.

## Lage im Nahraum
Queñahuayco ist zweitgrößte Ortschaft des Kanton Camacho im Municipio Padcaya in der Provinz Aniceto Arce. Die Ortschaft ist eine Streusiedlung, ihr Kern liegt auf einer Höhe von 2606 m  am linken Ufer des Río Camacho, der 53 Kilometer weiter flussabwärts an der Stadt Valle de Concepción (früher: Uriondo) vorbeifließt und in den Río Guadalquivir mündet, der weiter unterhalb den Namen Río Tarija trägt. 

## Geographie
Queñahuayco liegt im südlichen Bolivien wenige Kilometer östlich des biologischen Schutzgebietes der Cordillera de Sama im Übergang zum bolivianischen Chaco-Tiefland.
Die mittlere Durchschnittstemperatur der Region liegt bei 13,5 °C (siehe Klimadiagramm Padcaya), die monatlichen Durchschnittswerte schwanken zwischen 9 °C im Juni und Juli und 17 °C im Dezember und Januar. Der Jahresniederschlag beträgt 630 mm, bei einer ausgeprägten Trockenzeit von Mai bis September mit Monatsniederschlägen unter 10 mm, und einer Feuchtezeit von Dezember bis Februar mit Monatsniederschlägen deutlich über 100 mm.

## Verkehrsnetz
Queñahuayco liegt in einer Entfernung von 79 Straßenkilometern südlich von Tarija, der Hauptstadt des Departamentos.
Von der Tarija aus führt die asphaltierte Nationalstraße Ruta 1 nach Südosten in Richtung auf die Städte Padcaya und Bermejo. Nach siebzehn Kilometern zweigt von der Hauptstraße die asphaltierte Ruta 45 nach Westen ab, überquert nach fünf Kilometern das Tal des Río Guadalquivir und erreicht nach drei Kilometern die Ortschaft Valle de Concepción. Von dort führt sie als unbefestigte Landstraße in südwestlicher Richtung weiter und erreicht über Chocloca, und Juntas die Ortschaft Chaguaya. Hier führt die Ruta 45 asphaltiert weiter in südöstlicher Richtung, eine unbefestigte Landstraße bleibt am linken, westlichen Ufer des Río Camacho und stößt dann in Camacho auf die noch in Planung befindliche Ruta 28, die weiter flussaufwärts an La Huerta und Queñahuayco vorbeiführt und dann in westlicher Richtung nach Villazón hin abzweigt.

## Bevölkerung
Die  Einwohnerzahl der Ortschaft ist in den vergangenen beiden Jahrzehnten auf kaum mehr als die Hälfte zurückgegangen:
| Jahr | Einwohner | Quelle       |
| ---- | --------- | ------------ |
| 1992 | 475       | Volkszählung |
| 2001 | 339       | Volkszählung |
| 2012 | 250       | Volkszählung |
| 2024 |           | Volkszählung |